# Peter Konyegwachie
Peter Konyegwachie (ur. 26 listopada 1965 w Lagos) – nigeryjski bokser kategorii piórkowej i lekkiej, srebrny medalista letnich igrzysk olimpijskich w Los Angeles w kategorii piórkowej. Zdobył dla Nigerii pierwszy w historii medal olimpijski w tej kategorii wagowej.

## Kariera zawodowa
W 1986 roku został zawodowym bokserem kategorii lekkiej i wygrał swoje pierwsze 15 walk. W 1990 roku przegrał walkę z Patrickiem Kamy. Po porażce skończył zawodową karierę.